# Frauke Deckow
Frauke Deckow (* 10. Februar 1974 in Schlema/Sachsen) ist eine deutsche Wirtschaftswissenschaftlerin, Fachbereiche Unternehmensführung und Marketing. Sie ist seit dem 1. Juli 2019 Direktorin der Staatlichen Studienakademie Glauchau, seit 28. Juni 2022 Stellvertreterin des Präsidenten der Berufsakademie Sachsen und seit 1. Januar 2025 kommissarische Pro-Rektorin der Dualen Hochschule Sachsen.

## Akademischer Werdegang
Frauke Deckow absolvierte ihr Abitur 1992 am Gymnasium Aue, um an der Technischen Universität Chemnitz ihr Studium der Betriebswirtschaftslehre mit den Spezialisierungen Marketing & Handelsbetriebslehre sowie Personal & Führungslehre und der Vertiefungsrichtung „Industriesoziologie“ aufzunehmen. 1998 erlangte sie den Abschluss Diplom-Kauffrau (Univ.). In ihrer Diplomarbeit bei Peter Pawlowsky (emeritiert), bearbeitete sie das Thema: Mensch und Arbeit aus theoriegeschichtlicher Sicht – Das Transformationsproblem als Kernproblem der betrieblichen Personalpolitik.
Ihre Dissertation schrieb sie im Rahmen ihrer Tätigkeit als wissenschaftliche Mitarbeiterin am Lehrstuhl „Marketing und Handelsbetriebslehre“ (Cornelia Zanger, TU Chemnitz, emeritiert) zum Thema Vertrauen durch Kompetenzmarketing: Ein ganzheitlicher Ansatz zur Vermarktung von Kontraktgütern. Die Arbeit wurde 2005 mit summa cum laude bewertet und 2006 mit dem Commerzbank-Preis für hervorragende wissenschaftliche Arbeiten ausgezeichnet.

## Beruflicher Werdegang an der Berufsakademie Sachsen
Seit April 2006 ist Deckow als hauptberufliche Lehrkraft an der Berufsakademie Sachsen, Staatliche Studienakademie Glauchau, tätig – zunächst in den Studiengängen Automobilmanagement, Bank und Mittelständische Wirtschaft.
2009 übernahm sie den Studiengang Mittelständische Wirtschaft als Studiengangleiterin mit sechs Seminargruppen. Im Februar 2010 erfolgte ihre Berufung zur Professorin der Berufsakademie Sachsen. Im Jahr 2014 übernahm Deckow die Leitung des Studienbereiches Wirtschaft mit 5 Studiengängen und Ø 400 Studierenden sowie den Vorsitz der Studienkommission Wirtschaft der Berufsakademie Sachsen.
Deckow war weiterhin in folgenden Gremien der Berufsakademie Sachsen tätig: Örtlicher Beirat der Staatlichen Studienakademie Glauchau, Gesamtpersonalrat der Berufsakademie Sachsen, Aufsichtsrat der Berufsakademie Sachsen (Vertreterin der Professoren der BA Sachsen).
Seit dem 1. Juli 2019 ist Deckow Direktorin der Staatlichen Studienakademie Glauchau, Berufsakademie Sachsen. Mit über 1000 Studierenden und 650 dualen Praxispartnern (Stand: 01/2025) ist Glauchau der größte der sieben Akademiestandorte der Berufsakademie Sachsen und zugleich Sitz der Zentralen Geschäftsstelle. Deckow ist seit 2020 auch Fachvorgesetzte „Hochschulmarketing“ der Berufsakademie Sachsen, die seit 1. Januar 2025 Duale Hochschule Sachsen ist.

## Akademische Preise
- Verleihung des ersten Sächsischen Lehrpreises, Kategorie Berufsakademie (2014)[1]

## Publikationen
- C. Zanger, F. Deckow, F. Uhlmann: Marketing in Kompetenzzellennetzwerken. In: T. Teich (Hrsg.): Hierarchielose regionale Produktionsnetzwerke. GUC, Chemnitz 2001, S. 161–180.
- F. Deckow, C. Zanger: Kompetenz. In: D. Specht, G. M. Möhrle (Hrsg.): Gabler Lexikon Technologiemanagement. Wiesbaden 2002, S. 130–136.
- F. Deckow, C. Zanger: Das Management von Arbeit aus der Perspektive des Marketing. In: M. Moldaschl, F. Thießen (Hrsg.): Neue Ökonomie der Arbeit. Metropolis Verlag, 2003, S. 215–235.
- F. Deckow: Vertrauen durch Kompetenzmarketing. Ein ganzheitlicher Ansatz zur Vermarktung von Kontraktgütern. Gabler-Verlag, Wiesbaden 2006
- F. Deckow, C. Zanger: Vertrauen durch Kompetenzmarketing. In: H. Bauer (Hrsg.): Konsumentenvertrauen. Konzepte und Anwendungen für ein nachhaltiges Kundenbindungsmanagement. Vahlen-Verlag, München 2006, S. 39–53.
- F. Deckow: Preispolitik im Service. Preise im Servicegeschäft erfolgreich durchsetzen! Autohaus-Verlag, 2010.
- F. Deckow, N. Fröhlich, B. Gelenzov: SachsoMeter 2015: Die 360°-Perspektive im Mittelstand. D.D.V.M. Verlag, Chemnitz 2015.
- F. Deckow, N. Fröhlich: SachsoMeter 2016: Netzwerk Industrie und Dienstleister. Zwischen Anspruch und Realität. D.D.V.M. Verlag, Chemnitz 2016.
- F. Deckow: 10 fabelhafte Regeln, Preisgespräche erfolgreich zu navigieren. 4. Auflage. D.D.V.M. Verlag, Chemnitz 2020.